# Cuchilla de las Averías
Cuchilla de las Averías je rijeka u Urugvaju. Protječe departmanom Río Negro. Duga je 40 kilometara, a na kraju svoga toka ulijeva u rijeku Arroyo de la Coronilla, čija je glavna i jedina pritoka.
Pripada slijevu Atlantskog oceana. Zbog svoje čiste vode, dio je vodopskrbne mreže u departmanu Río Negro. Prolazi kroz dva manja mjesta: Paso de los Mellizos i Sarandí de Navarro, koja opskrbljuje vodom i ribom.